# 퍼피 구조대
《퍼피 구조대》(영어: PAW Patrol)는 스핀 마스터 엔터테인먼트(Spin Master Entertainment)와 구루 스튜디오(Guru Studio)가 만든 캐나다의 애니메이션이다. TVOKids에서 2013년 8월 12일부터 방영하고 있다.

## 등장인물
- 라이더(Ryder)
- 체이스(Chase)
- 스카이(Skye)
- 러블(Rubble)
- 로키(Rocky)
- 주마(Zuma)
- 마셜(Marshall)
- 에베레스트(Everest)
- 트레커(Tracker)
- 스위티(Sweetie)
- 아비(Arrby)
- 엘라(Ella)
- 턱(Tuck)
- 렉스(Rex)
- 와일드캣(Wild cat)
- 리버티(Liberty)
- 알(Al)
- 레오(Leo)
- 로리(Rory)
- 셰이드(Shade)
- 코랄(Coral)

- 치칼레타(Chickaletta)
- 캡틴 터봇(Cap'n Turbot)
- 프랑수아 터봇(François Turbot)
- 제이크(Jake)

## 우리말 녹음 목소리 출연
- 정선혜: 라이더
- 엄상현: 러블
- 문남숙: 마셜
- 박지윤: 스카이
- 신용우: 체이스
- 전숙경: 주마
- 은영선: 로키
- 김새해: 알렉스, 굿웨이, 케이티
- 사성웅: 터봇, 포터, 제이크